# 百联青浦奥特莱斯广场
百联青浦奥特莱斯广场是一個位於中華人民共和國上海市青浦區沪青平高速公路赵巷出口处200米处的奥特莱斯店，由百聯集團運營，占地面积16万平方米，总建筑面积约11万平方米。
2006年4月28日，百联青浦奥特莱斯广场开业。2024年11月15日下午，百联青浦奥特莱斯广场二期项目开工建设。2025年8月20日，青浦奥莱二期封顶。